# رزا (ایتالیا)
رزا (به ایتالیایی: Rosà) یک کومونه در ایتالیا است که در استان ویچنزا واقع شده‌است. رزا ۲۴ کیلومتر مربع مساحت و ۱۴٬۳۲۸ نفر جمعیت دارد و ۹۷ متر بالاتر از سطح دریا واقع شده‌است.

## خواهرخوانده
شهرهای شالشتادت و Vietmannsdorf خواهرخوانده‌های رزا (ایتالیا) هستند.